# Photoscotosia postmutata
Photoscotosia postmutata är en fjärilsart som beskrevs av Louis Beethoven Prout 1914. Photoscotosia postmutata ingår i släktet Photoscotosia och familjen mätare. Inga underarter finns listade i Catalogue of Life.